# 羅錫疇
羅錫疇（1902年—2000年），湖南省湘鄉縣雙峰石牛鄉人，退役中華民國陸軍少將，馬祖中學教師。

## 生平
羅錫疇為湖南人，中學就讀長沙私立楚怡工業學校。畢業後進入湖南兵工廠工作，因為不滿父母安排他的婚姻，逃婚至廣州，就讀黃埔軍校第七期。
1929年，黃埔軍校畢業後，至中央軍校武漢分校步兵隊，擔任分隊長，由基層軍官做起。
1943年，仁安羌之戰後，孫立人率中國遠征軍撤退至印度整補。1944年，盟軍反攻，中國派遣兩個步兵師前往增援，羅錫疇擔任第五十師師長，至印度參戰，被併入廖耀湘率領的二十二師，併編為新六軍，羅錫疇升任軍長。因為羅錫疇在緬甸的戰功，二次大戰結束後，美國總統杜魯門曾頒授聯邦軍事勛獎中等級最高的銀星勳章。
在國共內戰時，羅錫疇升任五十師參謀長、副師長，隨五十師至東北長春，與中國共軍對抗。在國軍潰敗之後，羅錫疇跟隨五十師，撤退至金門，調任「武夷部隊」十四師少將師長，曾參與1949年的古寧頭戰役。先後出任防區司令部高參、副軍長、陸軍總部高參，最後以少將軍階退役。
在退役後，羅錫疇至馬祖中學，擔任教師。

## 家庭
其長女在馬祖中學任教，次女羅瑩雪為律師，為中華民國第22任法務部長，第28任蒙藏委員會委員長。